# Kvinnors väntan

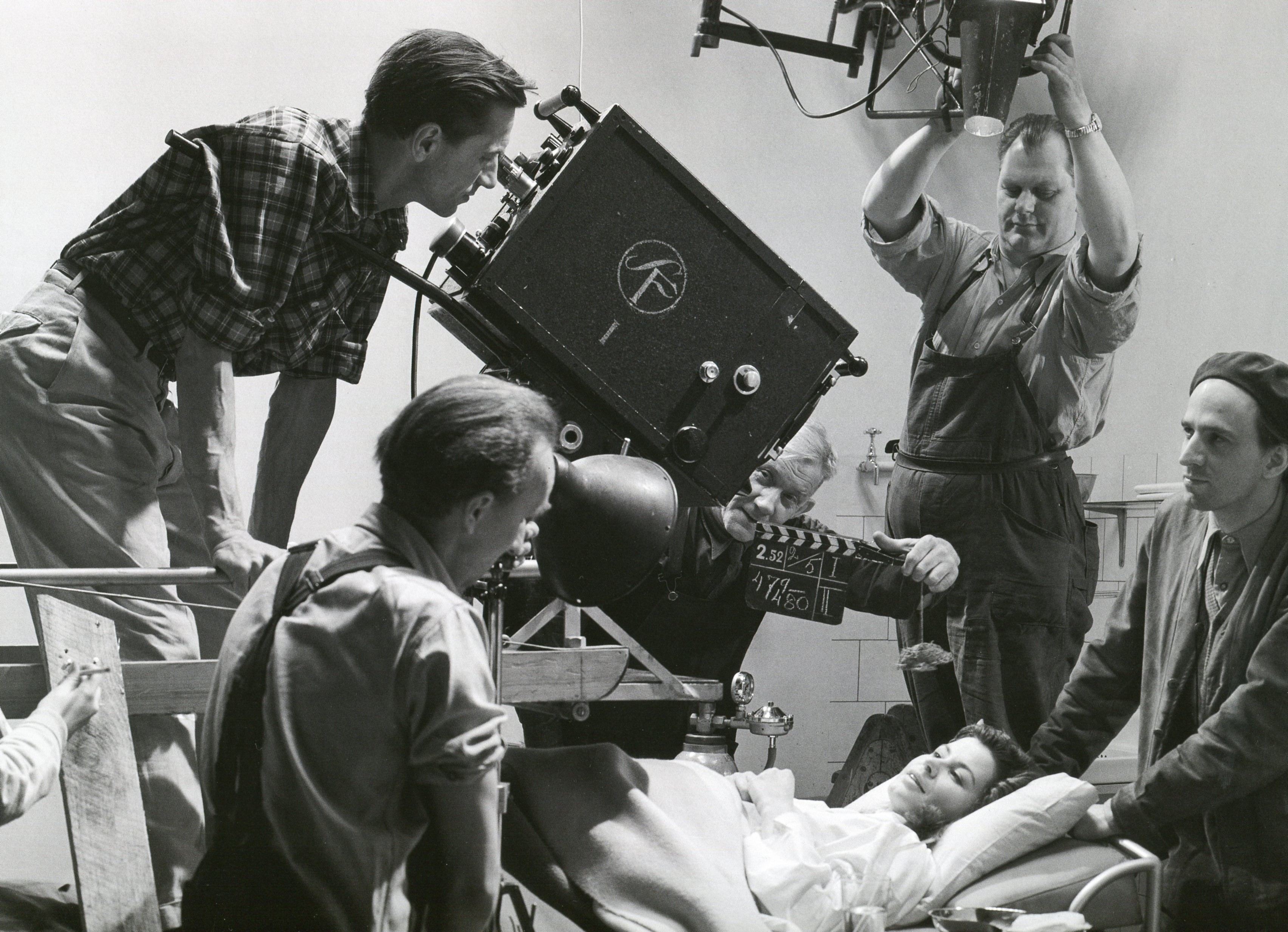
Under inspelningen: Gunnar Fischer (bakom kameran), Maj-Britt Nilsson (i sängen) och Ingmar Bergman (till höger).

Kvinnors väntan är en svensk komedifilm från 1952 i regi av Ingmar Bergman.

## Handling
Fyra kvinnor sitter och väntar på sina män i en skärgårdsvilla. De kommer in på ämnet män och berättar alla hur det ligger till med sina respektive.

## Rollista (i urval)
- Anita Björk – Rakel
- Eva Dahlbeck – Karin
- Maj-Britt Nilsson – Marta
- Birger Malmsten – Martin Lobelius
- Gunnar Björnstrand – Fredrik Lobelius
- Karl-Arne Holmsten – Eugen Lobelius
- Jarl Kulle – Kaj
- Aino Taube – Annette
- Håkan Westergren – Paul Lobelius
- Gerd Andersson – Maj
- Björn Bjelfvenstam – Henrik Lobelius

## Visningar
Kvinnors väntan hade sverigepremiär den 3 november 1952. Filmen har även visats i SVT.